# Rafael Cardoso
Rafael Cardoso (* 17. listopadu 1985, Brazílie) je brazilský herec z Porto Alegre, hlavního města nejjižnějšího spolkového státu Rio Grande do Sul. Od roku 2013 je ženatý a je otcem dcery Aurory (* 1. říjen 2014).
Filmovou kariéru začal v televizní společnosti RBS TV, která sídlí ve spolkové zemi Rio Grande do Sul. Po sérii telenovel byl objeven až ve filmu národní brazilské televize v roce 2008, ve kterém ztvárnil výraznou roli mýdlové opery Beleza Pura. V roce 2009 debutoval v celovečerním hraném filmu, romantickém dramatu From Beginning to End, kde se představil v hlavní roli Thomase, mladého muže zapleteného do incestního homosexuálního vztahu se svým nevlastním bratrem Franciskem.

## Filmografie
- 2007: Pé Na Porta (Telenovela) - role: Rafael
- 2008: Beleza Pura (Telenovela) - role: Klaus
- 2009: Cinquentinha (Telenovela) - role: Eduardo
- 2009: Do Começo ao Fim - role: Tomaz
- 2010: Ti Ti Ti (Telenovela) - role: Jorgito Bianchi
- 2011: A Vida da Gente (Telenovela) - role: Rodrigo Macedi
- 2012: Lado a Lado (Telenovela) - role: Albertinho Assunção
- 2012: Os Senhores da Guerra - Passo das Carretas - role: Júlio Bozano
- 2013: Joia Rara (Telenovela) - role: Viktor Hauser
- 2013: O Tempo e o Vento - role: Florêncio Terra
- 2014: Imperio (Telenovela) - role: Vicente
- 2014: Os Senhores da Guerra 2 - Passo da Cruz - role: Vicente
- 2015: Além do Tempo (Telenovela) - role: Felipe
- 2016: Sol Nascente (Telenovela) - role: César
- 2017: O Rastro - role: João
- 2017: O Outro Lado do Paraíso (Televizní seriál) - role: Renato